# Virginia Slims of New England 1989
Virginia Slims of New England 1989 — жіночий тенісний турнір, що проходив на закритих кортах з килимовим покриттям Centrum in Worcester у Вустері (США). Належав до турнірів 5-ї категорії в рамках Туру WTA 1989. Турнір відбувся вп'яте і тривав з 30 жовтня до 5 листопада 1989 року. Перша сіяна Мартіна Навратілова здобула титул в одиночному розряді й отримала 60 тис. доларів.

## Фінальна частина

### Одиночний розряд
Мартіна Навратілова —  Зіна Гаррісон 6–2, 6–3
- Для Навратілової це був 8-й титул в одиночному розряді за сезон і 146-й — за кар'єру.

### Парний розряд
Мартіна Навратілова /  Пем Шрайвер —  Еліз Берджін /  Розалін Феербенк 6–4, 4–6, 6–4
- Для Навратілової це був 6-й титул в парному розряді за сезон і 149-й — за кар'єру. Для Шрайвер це був 7-й титул в парному розряді за сезон і 101-й — за кар'єру.